# Saint-Jean-le-Comtal
Saint-Jean-le-Comtal (gaskognisch Sent Joan lo Comdau) ist eine französische Gemeinde mit 386 Einwohnern (Stand 1. Januar 2022) im Département Gers in der Region Okzitanien; sie gehört zum Arrondissement Mirande. Die Bewohner nennen sich Saint Jeannais/Saint Jeannaises.

## Geografie
Saint-Jean-le-Comtal liegt an einem Hang rund neun Kilometer südwestlich der Stadt Auch im Süden des Départements Gers. Der Fluss Sousson durchquert den Osten der Gemeinde und bildet streckenweise die östliche Gemeindegrenze. Die Gemeinde besteht aus dem Dorf Saint-Jean-le-Comtal, mehreren Weilern und zahlreichen Einzelgehöften. Die Gemeinde liegt weniger als einen Kilometer westlich der N21.

## Geschichte
Eine erste Festung mit Holzpalisaden wurde in der Zeit von Ludwig dem Frommen im 9. Jahrhundert errichtet. Um 1050 wurde die Festung auf Befehl von Graf Guillaume von Astarac restauriert und erhielt Mauern aus Stein. Diese Festung wurde in den Religionskriegen im 16. Jahrhundert zerstört. Im Mittelalter lag der Ort in der Grafschaft Astarac, die ein Teil der Provinz Gascogne war. Die Gemeinde gehörte von 1793 bis 1801 zum District Auch, zudem war Saint-Jean-le-Comtal von 1793 bis 1801 ein Teil des Kantons Barran. Von 1801 bis 1973 lag sie im Kanton Auch-Sud, danach von 1973 bis 2015 im Wahlkreis (Kanton) Auch-Sud-Ouest. Die Gemeinde ist seit 1801 dem Arrondissement Auch zugeteilt. Im Jahr 1821 kam die bisherige Gemeinde Arbechan (1821: 90 Einwohner) zu Saint-Jean-le-Comtal.

## Bevölkerungsentwicklung
| Jahr                       | 1962 | 1968 | 1975 | 1982 | 1990 | 1999 | 2006 | 2020 |
| Einwohner                  | 309  | 331  | 286  | 333  | 318  | 348  | 375  | 403  |
| Quellen: Cassini und INSEE |      |      |      |      |      |      |      |      |

## Sehenswürdigkeiten
- Schloss Saint-Jean-le-Comtal
- Kirche Saint-Jean-Baptiste
- Kapelle in Arbechan
- Denkmal für die Gefallenen[1]
- mehrere Wegkreuze

Quelle: